# Klaus-Dirk Henke
Klaus-Dirk Henke (* 17. September 1942 in Hannover) ist ein deutscher emeritierter Universitätsprofessor für Volkswirtschaftslehre, Mitglied des Wissenschaftlichen Beirats beim Bundesministerium der Finanzen und Ökonom. Er arbeitet hauptsächlich auf den Gebieten der Gesundheitsökonomie, der sozialen Sicherungssysteme, der Europäischen Integration sowie zu Fragen der Finanzwissenschaft.

## Leben

### Ausbildung
Klaus-Dirk Henke wuchs in Hannover als jüngstes von drei Geschwistern auf und legte am dortigen Wirtschaftsgymnasium 1963 das Abitur ab. Von 1963 bis 1970 absolvierte er ein Studium der Wirtschafts- und Sozialwissenschaften an der Universität zu Köln, der London School of Economics and Political Science, London, und der University of Michigan, Ann Arbor, USA. 1970 wurde er an der Universität zu Köln zum Dr. rer. pol. promoviert. Dort arbeitete er bis 1971 als Wissenschaftlicher Assistent. Von 1971 bis 1976 war er Wissenschaftlicher Assistent und Universitätsdozent an der Philipps-Universität Marburg, wo er sich 1976 mit dem Thema „Öffentliche Gesundheitsausgaben und Verteilung“ habilitierte und die Venia Legendi für das Fach Volkswirtschaftslehre erhielt. Während seiner Habilitation ging er erstmals von 1972 bis 1974 für einen Forschungsaufenthalt an die Brookings Institution, Washington, D.C., USA (weitere Forschungsaufenthalte dort folgten 1979, 1984 und 1990).

### Berufliche Stationen
1976 trat Henke eine Stelle als ordentlicher Professor für Volkswirtschaftslehre, insbesondere Finanzwissenschaft, an der Universität Hannover an, die er bis 1995 innehatte. Gleichzeitig betreute Klaus-Dirk Henke das Fach Gesundheitsökonomie im postgradualen Studiengang Bevölkerungsmedizin und Gesundheitswesen (Public Health), geleitet von Friedrich Wilhelm Schwartz, an der Medizinischen Hochschule Hannover. Von 1995 bis zu seiner Emeritierung im Jahr 2011 war Henke Inhaber des Lehrstuhls für Öffentliche Finanzen und Gesundheitsökonomie am Institut für Volkswirtschaftslehre und Wirtschaftsrecht der Technischen Universität Berlin.
Seit 1984 ist Henke Mitglied des Wissenschaftlichen Beirats beim Bundesministerium der Finanzen. In den Jahren 1987 bis 1998 war er Mitglied und von 1993 bis 1998 Vorsitzender des Sachverständigenrates für die Konzertierte Aktion im Gesundheitswesen. In den Jahren 1996 bis 2004 war Henke Direktor am Europäischen Zentrum für Staatswissenschaften und Staatspraxis in Berlin.
1986 hatte Henke eine Gastprofessur an der Technischen Universität Wien inne. 1989 war er als Gastwissenschaftler an der University of Bristol, England, tätig, 2002 an der University of York, England.
Klaus-Dirk Henke lebt mit seiner Frau Jutta in Berlin und hat vier erwachsene Kinder.

### Weitere Tätigkeiten
- 1980 bis 1984: Vorsitzender der Aufbaukommission für den Wirtschafts- und Sozialwissenschaftlichen Fachbereich der Leuphana Universität Lüneburg
- 1989 bis 1991: Vorsitzender der European Health Care Management Association (EHMA), Brüssel
- 1999 bis 2003: Sprecher des Graduiertenkollegs „Bedarfsgerechte und kostengünstige Gesundheitsversorgung“ der Deutschen Forschungsgemeinschaft (DFG)
- 2004 bis 2011: Einer der Sprecher des Zentrums für innovative Gesundheitstechnologie an der Technischen Universität Berlin
- Seit 2014: Gastprofessor am European Center for Peace and Development, United Nations University for Peace, Belgrad, Serbien[1]

### Mitgliedschaften
- Seit 1993: Ordentliches Mitglied der Akademie der Wissenschaften zu Göttingen[2]
- 1994 bis 2002: Mitglied des Konvents der Evangelischen Akademie Loccum, Rehburg-Loccum

## Auszeichnungen
- 2000: Bundesverdienstkreuz am Bande
- 2014: Gérard-Gäfgen-Medaille der Deutschen Gesellschaft für Gesundheitsökonomie, Essen
- 2017: Certificate of Merit der ECPD (University for peace established by the United Nations European Center for Peace and Development), Belgrad

## Veröffentlichungen (Auswahl)
- H. Zimmermann, K.-D. Henke, M. Broer: Finanzwissenschaft: Eine Einführung in die Lehre von der öffentlichen Finanzwirtschaft. 13. Auflage. Vahlen, München 2021.
- U. Fachinger, K.-D. Henke u. a.: Gesund altern: Sicherheit und Wohlbefinden zu Hause, Eine ordnungspolitische Analyse. (= Europäische Schriften zu Staat und Wirtschaft. Band 38). Nomos Verlagsgesellschaft, Baden-Baden 2014.
- K.-D. Henke, B. Podtschaske: Chancen und Risiken genossenschaftlicher Leistungserbringung im Gesundheitssektor. In: H. Bauer, C. Büchner, F. A. Markmann (Hrsg.): Kommunen, Bürger, Wirtschaft im solidarischen Miteinander von Genossenschaften. (= KWI Schriften. 8). Universitätsverlag, Potsdam 2014.
- K.-D. Henke: Wert und Preisermittlung bei Innovationen: Eine ökonomische Analyse zu den Verhandlungskriterien beim AMNOG. Springer, Luxemburg / Berlin 2014.
- B. Bührlen, T. Hegemann, K.-D. Henke, A. Kloepfer, T. Reiß, F. W. Schwarz: Gesundheit neu denken, Fragen und Antworten für ein Gesundheitssystem von morgen. (= ISI-Schriftenreihe Innovationspotenziale). Fraunhofer Verlag, 2013.
- K.-D. Henke, D. Göpffahrt: The German Central Health Fund – Recent developments in health care financing in Germany. In: Health Policy. Volume 109, Issue 3, 2013, S. 246–252.
- K.-D. Henke: How to improve the rationality of health policy. In: W. Kaal, A. Schwartze, M. Schmidt (Hrsg.): Festschrift in Honor of Christian Kirchner. Mohr Siebeck Verlag, 2013.
- K.-D. Henke: Wer steuert das deutsche Gesundheitswesen? In: Jahrbuch der Göttinger Akademie der Wissenschaften. Band 2012, Heft 2, 2013, S. 161–175.